# Co-Branding
Co-Branding (auch Cobranding, CoBranding oder Markenkooperation) ist die Zusammenarbeit von etablierten Marken zur besseren Vermarktung ihrer Produkte. Dabei geht es um einen gegenseitigen Image-Transfer von Qualitätsversprechen.
Ein typischer Anwendungsfall sind Kreditkarten, wo die eng begrenzte Zahl von Anbietern durch Zusammenarbeit mit „Affinity-Partnern“ eine Vielfalt von Karten ermöglicht.

## Begriffliche Einordnung
Sehr weit gefasst könnte man unter dem Begriff „Co-Branding“ jegliche gemeinsame Markenpolitik verstehen. Sinnvoller ist es jedoch, die Begriffsbestimmung des Co-Branding enger zu fassen:
„Co-Branding im engeren Sinne ist die systematische Markierung einer Leistung durch mindestens zwei Marken, wobei diese sowohl für Dritte wahrnehmbar als auch weiterhin eigenständig auftreten müssen.“
Insbesondere folgende Merkmale müssen damit für ein Co-Branding erfüllt sein:
- eine längerfristige Verbindung von mindestens zwei Images,
- die beteiligten Marken sind sowohl vorher als auch nach dem Co-Branding eigenständige isolierte Marken,
- eine gemeinsame Markenpolitik, d. h. diese markenpolitische Option ist von allen Seiten beabsichtigt,
- eine gemeinsame Leistung oder ein gemeinsames Produkt,
- eine nach außen wahrnehmbare Kooperation.[2]

Im Gegensatz zur Produktplatzierung, also dem reinen Zeigen von Marken oder Produkten gegen monetäre Zahlungen, oder dem Gegenteil, der Lizenznahme von Marken, d. h. der Nutzung von bekannten Marken für Werbeeffekte gegen Zahlung einer Lizenzgebühr, muss beim Co-Branding eine gemeinsame längerfristige Leistung dahinterstehen. Auch zur Cross-Promotion ist das Co-Branding abzugrenzen, da hier lediglich Marken gegenseitig beworben werden, jedoch ebenfalls die längerfristige gemeinsame Leistung fehlt.

## Konzeptionelle Erfolgsfaktoren des Co-Branding
Zu den Erfolgsfaktoren des Co-Brandings zählen insbesondere:
- Marken-Fit: Die beteiligten Marken passen zueinander.
- Produkt-Fit: Die neue Leistung hat Ähnlichkeit mit den bisherigen Leistungen; die Kunden sind mit den involvierten Marken vertraut.
- Komplementarität: Die beteiligten Marken ergänzen sich.
- Markenstärke: Beide Marken verfügen über ausreichend Markenwissen.

## Möglichkeiten des Co-Branding im Musikmarkt
Möglich ist ein branchenübergreifendes Co-Branding zwischen einem Künstler und einem Markenartikler, sowie einer Tonträgerfirma und einem Markenartikler, wobei der Künstler eindeutig die stärkere „Marke“ darstellt.
Für das Co-Branding zwischen Künstlern und Markenartikelherstellern gibt es zahlreiche Beispiele. Interessanterweise treten Anbieter musiknaher Leistungen oder Produkte, wie z. B. Hersteller von Instrumenten, Studiogeräten und Zubehör, als Co-Branding-Partner seltener in Erscheinung. Eines der bekanntesten Beispiele für ein Co-Branding zwischen Künstlern und Markenartiklern stellen die Kooperationen zwischen der Volkswagen AG und Genesis, Pink Floyd, Bon Jovi bzw. den Rolling Stones dar. Bei diesen Allianzen trat VW nicht nur als Sponsor der Tourneen der jeweiligen Bands auf, sondern präsentierte auch stückzahlmäßig limitierte Sondermodelle verschiedener Golf-Modelle. Diese waren mit ausgesuchter Sicherheits- und Umwelttechnik ausgestattet und trugen das Logo der jeweiligen Band auf der Motorhaube, dem Fahrzeugheck und den hinteren Seitenpartien sowie im Innenraum, z. B. auf dem Radio, der Armaturentafel und der weiteren Innenausstattung. Die Bands und deren Designer waren aktiv bei den Entwürfen und der Gestaltung dieser Modelle mit einbezogen. Hier entstanden im Sinne eines „echten“ Co-Brandings neue Modelle bereits etablierter Marken. Diese Kooperationen stärkten den Bekanntheitsgrad der Einzelmarken (die jeweiligen Künstler und die Marke Golf) nachhaltig.
Ein weiteres Beispiel stellt die Zusammenarbeit von Pepsi-Cola mit verschiedenen Künstlern dar. PepsiCo versuchte mit groß angelegten Sponsoringaktivitäten sowie durch eine Stardosen-Kollektion, u. a. mit Britney Spears und Michael Jackson, ihr Zielpublikum zu erreichen. Die Idee der speziellen Stardosen griff der Hauptkonkurrent Coca-Cola später auf und ging Co-Branding-Allianzen, u. a. mit Bon Jovi, Sting, Peter Maffay, Chris Rea und den Scorpions, ein.
Das Co-Branding zwischen Tonträgerfirmen und Markenartikelherstellern findet in der Praxis eine geringere Anwendung, da – wie oben bereits erwähnt – die Tonträgermarke von den Konsumenten nicht als stark genug empfunden wird. Vor allem die Major-Companies mit ihrem breit gefächerten Musikspektrum werden als Marke überhaupt nicht wahrgenommen. In Deutschland haben eher kleinere Independent-Label die Chance, mit einem eigenen Profil wahrgenommen zu werden (etwas das 3p-Label, welches eine eigenständige Richtung vertritt und als solches in den Medien in Erscheinung tritt).
Ein Beispiel für ein erfolgreiches Co-Branding zwischen einem Tonträger-Unternehmen und einem Markenartikel war die Kooperation zwischen BMG (heute Sony BMG) und der VISA Corp. in den USA. Hier wurde eine BMG – VISA-Card herausgebracht. Karteninhaber erhielten für mit der Karte getätigte Einkäufe beim BMG Music Service je nach Umsatz Punkte, welche dann für CDs, Videos, Konzertkarten u. ä. eingelöst werden können.

## Erfolgsaussichten bei Personen-Marken-Brandings
Co-Branding muss nicht zwangsläufig immer zu Win-Win-Situationen führen, Gründe hierfür könnten die Inkongruenz zwischen den beteiligten Marken oder der Dominanz einer der Komponenten sein. Ein Schlüssel zu einem erfolgreichen Co-Branding liegt daher in der Identifikation des richtigen Partners. Wichtig sind hierbei:
- Persönlichkeit / Charisma / Image
- Bekanntheitsgrad und Popularität in der Zielgruppe
- Erfolge und Leistungen
- Beurteilung durch die Zielgruppe
- Kooperationsbereitschaft

Das Kriterium der Kooperationsbereitschaft ist außerordentlich wichtig, denn viele Künstler oder andere bekannte Persönlichkeiten wehren sich, von der Industrie als „Flaggschiff“ eingesetzt zu werden. Eine Kooperation mit Markenartiklern sollte daher nur geplant werden, wenn sich der entsprechende Produktmanager über die Interessen der Künstler im Klaren ist. Sind jedoch beide Partner kooperationsbereit, ist das Co-Branding ein starkes Marketing-Tool mit vielen Vorteilen für alle beteiligten Partner.